# Булгаков Володимир Михайлович
Булгаков Володимир Михайлович (нар. 18 липня 1952) — професор, доктор технічних наук, академік НААН України, завідувач кафедри механіки Національного університету біоресурсів і природокористування України.

## Біографія
Володимир Михайлович народився 18 липня 1952 році у с. Попівка Корочанського району Бєлгородської області.
У 1974 році з відзнакою закінчив Харківський інститут механізації та електрифікації сільського господарства.
З 1974 по 1976 роки працював інженером.
З 1976 по 1977 роки працював старшим інженером Всесоюзного державного технологічного інституту ремонту та експлуатації машинно-тракторного парку (нині ННЦ «ІМЕСГ» НААН).
З 1977 по 1980 роки навчався в аспірантурі Української сільськогосподарської академії.
У 1980 році працював молодшим науковим співробітником науково-дослідної частини, а з 1981 по 1983 роки старшим науковим співробітником Української сільськогосподарської академії.
З 1983 по 1986 роки асистент кафедри механіки і теорії механізмів та машин Української сільськогосподарської академії.
У 1985 році захистив кандидатську дисертацію на тему: «Дослідження та вдосконалення робочого процесу самохідної коренезбиральної машини».
З 1986 по 1994 роки доцент кафедри опору матеріалів та прикладної механіки, а з 1994 по 1995 роки професор кафедри.
У 1993 році захистив докторську дисертацію на тему: «Вдосконалення технологічного процесу та машин для збирання коренеплодів буряків».
У 1995 році присвоєне вчене звання професора.
З 1995 по 2001 роки член експертної ради ВАК України з галузевого машинобудування.
З 1996 по 2007 роки завідувач кафедри механіки і теорії механізмів та машин Національного аграрного університету (нині НУБІП України).
У 1997 році член-кореспондент УААН.
У 1997 році присвоєно вчене звання заслуженого винахідника України.
У 2001 році член комісії з механізації і енергетики сільського господарства Польської академії наук.
З 2007 по 2011 роки академік-секретар Відділення механізації і електрифікації НААН; член Президії НААН та член технічної ради Міністерства аграрної політики та продовольства України.
У 2010 році дійсний член (академік) НААН Відділення землеробства, меліорації і механізації.
У 2011 році працював на посаді професора кафедри механіки, опору матеріалів та будівництва НУБІП України.

## Наукові праці
Володимир Михайлович автор 700 наукових праць, з них 10 монографій, 27 підручників та навчальних посібників.
Був учнем академіка П. М. Василенка.
Наукові інтереси: землеробська механіка, динаміка машин і машинних агрегатів, механізація сільськогосподарського виробництва, механізація агрохімічного обслуговування, конструювання та дослідження сільськогосподарських машин.

## Відзнаки та нагороди
- бронзова медаль ВДНГ (1985);
- срібна медаль ВДНГ (1987);
- нагрудний знак «Відмінник освіти України» (2005);
- «Знак пошани» (2007);
- почесні дипломи Люблінської сільськогосподарської академії та Литовського аграрного університету;
- дві почесні грамоти Президії УААН;
- відзнака Польської академії наук.